# 알렉산드라 카스티요
알렉산드라 카스티요(스페인어: Alexandra Castillo, 1971년 6월 14일 ~ )는 칠레 태생의 캐나다 배우, 무용가이다.
산티아고 태생으로 어릴 적에 가족과 함께 캐나다 토론토로 이주했다.

## 출연 작품

### 영화
- 6번째 날 (2000)
- The Shipment (2001)
- 네고시에이터 (2001)
- Eye of the Beast (2007)
- 트레이터 (2008)
- 2012 (2009)
- 미스 슬로운 (2016) - 프루 웨스트 역